# Aergia
Aergia (em grego Αἐργία) era uma Daemon que personificava a preguiça e a indolência, e habitava junto de Hesiquia, a quietude, no palácio de Hipnos, o sono. Seu Daemon oposto era Hormes, o esforço e sua equivalente romana seria Socordia. Era representada com rosto sonolento, uma capa de teia de aranhas e junto a rocas quebradas, símbolo de sua aversão pelo trabalho.